# Metszet (folyóirat)
A Metszet építészeti folyóirat, melynek nulladik száma 2010 februárjában indult útjára.

## Története
2010 februárjától évente hat alkalommal, 5000 példányban megjelenő építészeti folyóirat. Az alapító-főszerkesztő Dr. Szende Árpád, az első kiadástól a főszerkesztő Csanády Pál (1997 és 2009 között az Alaprajz szerkesztője, majd felelős szerkesztője).
A lap általában 80 oldalon jelenik meg, 10 építészeti cikket tartalmaz, ebből átlag 3 külföldi épületet mutat be, a többi cikk többsége magyar épületek bemutatója. Érdekessége, hogy a címlapot is egy-egy épület tervezője alkotja, így lapszámról lapszámra más.